# 29568 Gobbi-Belcredi
29568 Gobbi-Belcredi è un asteroide della fascia principale. Scoperto nel 1998, presenta un'orbita caratterizzata da un semiasse maggiore pari a 2,8633730 UA e da un'eccentricità di 0,1018041, inclinata di 3,20883° rispetto all'eclittica.